# Adeline Chetail
Adeline Chetail, née le 26 mai 1986 à Semur-en-Auxois (Côte-d'Or), est une comédienne française.
Active dans le doublage depuis l'âge de sept ans, elle est notamment la voix française régulière de Vanessa Hudgens, Lyndsy Fonseca, Sarah Ramos, Christian Serratos, Jinx dans Arcane, Lana Condor. En jeux vidéo, elle prête sa voix à la princesse Zelda dans The Legend of Zelda: Breath of the Wild et Tears of the Kingdom, à Ellie dans The Last of Us et sa suite, ainsi qu'à Maelle dans Clair Obscur: Expédition 33.

## Biographie
Adeline Chetail joue au théâtre pour la première fois à l'âge de 6 ans en compagnie de son père qui est conteur. À la suite de cette expérience, elle demande à ses parents de continuer à jouer la comédie.
Elle est alors inscrite dans une agence pour enfants comédiens et commence les tournages de films et de séries ainsi que de l’animation télévisée. Une directrice artistique qui recherche des voix d’enfants pour le redoublage du film d’animation Bambi va alors proposer de faire participer Adeline à des séances d'enregistrement pour la version française du film,. C’est finalement dans ce domaine plus discret qu’elle se spécialise aux alentours de ses 16 ans. Dans Forrest Gump (1994), l'un de ses tout premiers doublages, c'est elle qui prononce la phrase « Cours Forrest, cours ! ».
Côté animation, elle a doublé plusieurs héroïnes dans des films du studio Ghibli : Kiki la petite sorcière, Nausicaä de la vallée du vent, Arrietty, le petit monde des chapardeurs et Souvenirs de Marnie.
Également présente au sein de productions françaises, elle prête notamment sa voix à Amalia dans la série d'animation française Wakfu des studios Ankama et plus récemment à Jadina dans la série Les Légendaires adaptée de la bande dessinée de Patrick Sobral. Dans la série Arcane, inspirée de l'univers du jeu vidéo League of Legends, elle double le personnage de Jinx.
Elle prête régulièrement sa voix pour le doublage de jeux vidéo. À l'occasion de la sortie du jeu vidéo The Legend of Zelda: Breath of the Wild, elle double la célèbre Princesse Zelda, doublage qui continuera avec le second opus (The Legend of Zelda: Tears of the Kingdom).
Adeline Chetail double aussi Ellie, un des personnages principaux dans les jeux vidéo The Last of Us et The Last of Us Part II ou encore Mei dans Overwatch. 
Elle est la voix officielle de la présentatrice virtuelle de DIANA à Polymanga, une convention qui a lieu chaque année en Suisse, pendant les 4 jours du week-end de Pâques et qui est basée sur tout ce qui touche principalement aux jeux vidéo, mangas et culture japonaise.
En août 2024, elle annonce progressivement se retirer du milieu du doublage pour partir vivre au Japon. Elle est fiancée au youtubeur SORA. 

## Théâtre
- 1992-1996 : Le Voyage Fantastique de Mr. Kropp de Jean-Yves Chetail, théâtre Trévise

## Filmographie

### Cinéma
- 1994 : Jusqu'au bout de la nuit de Gérard Blain
- Un été indien de Thadé Piasécki
- 1998 : Le Monde à l'envers de Rolando Colla

### Télévision
- 1995 : Les Bœuf-carottes par Denis Amar (série télévisée)
- 1995-1996 : Le Refuge par Alain Schwarstein (série télévisée)
- 2000-2003 : Julie Lescaut par Alain Wermus et Dominique Tabuteau (série télévisée, épisodes le secret de Julie et Secrets d'enfants)
- 2017 : Calls de Timothée Hochet : Gabriel (épisode 4) (série télévisée audio)

### Animation
- Disney Club (1998-2000)

## Doublage

### Cinéma

#### Films
- Vanessa Hudgens[1] dans :
  - Thunderbirds (2004) : Tin-tin
  - High School Musical 3 (2008) : Gabriella Montez
  - College Rock Stars (2009) : Sam
  - Sucker Punch (2011) : Blondie
  - Sortilège (2011) : Lindy
  - Spring Breakers (2012) : Candy
  - Voyage au centre de la Terre 2 : l'île mystérieuse (2012) : Kailan
  - Machete Kills (2013) : Cereza Rivera
  - Suspect (2013) : Cindy Paulson
  - Gimme Shelter (2013) : Agnes « Apple » Bailey
  - Machete Kills (2013) : Cereza Rivera
  - Freaks of Nature (2015) : Lorelei
  - Seconde chance (2018) : Zoe
  - La Princesse de Chicago (2018) : Margaret Delacourt / Stacy De Novo
  - L'Alchimie de Noël (2019) : Brooke
  - Polar (2019) : Camille
  - Bad Boys for Life (2020) : Kelly
  - La Princesse de Chicago : Dans la peau d'une reine (2020) : Margaret Delacourt / Stacy De Novo / Fiona Pembroke
  - La Princesse de Chicago : En quête de l'étoile (2021) : Margaret Delacourt / Stacy De Novo / Fiona Pembroke
  - Tick, Tick... Boom! (2021) : Karessa
  - Bad Boys: Ride or Die (2024) : Kelly
  - La Québécoise (2024) : Ruby Collins

- Lana Condor dans :
  - À tous les garçons que j'ai aimés (2018) : Lara-Jean Song Covey
  - À tous les garçons : P.S. Je t'aime toujours (2020) : Lara-Jean Song Covey
  - À tous les garçons : Pour toujours et à jamais (2021) : Lara-Jean Song Covey

- Maia Mitchell dans :
  - The Last Summer (2019) : Phoebe
  - Nos soirées gâteaux-bar (en) (2023) : Liz
  - Until Dawn : La Mort sans fin (2025) : Melanie Paul

- Sarah Rose Karr dans :
  - Beethoven (1992) : Emily Newton
  - Beethoven 2 (1993) : Emily Newton

- Mae Whitman dans :
  - Un beau jour (1996) : Maggie Taylor
  - The Gingerbread Man (1998) : Libby Magruder

- Tamzin Merchant dans :
  - Orgueil et Préjugés (2005) : Georgiana Darcy
  - Cœur de dragon 3 : La Malédiction du sorcier (2015) : Rhonu

- Molly Ephraim dans :
  - Paranormal Activity 2 (2010) : Ali
  - Paranormal Activity: The Marked Ones (2014) : Ali

- Sami Gayle dans :
  - 12 heures (2012) : Alison Loeb
  - Vampire Academy (2014) : Mia Rinaldi

- Bella Thorne dans :
  - Mostly Ghostly: Have You Met My Ghoulfriend (2014) : Cammy Cahill
  - You Get Me (2017) : Holly

- Callie Hernandez dans :
  - Blair Witch (2016) : Lisa Arlington
  - Shotgun Wedding (2022) : Jamie

- Laura Marano dans :
  - The Perfect Date (2019) : Celia Lieberman
  - Comme Cendrillon 5 : Un conte de Noël (2019) : Kat Decker

- Isabela Merced dans :
  - Flocons d'amour (2019) : Julie
  - Sweet Girl (2021) : Rachel Cooper

- Rose Williams dans : 
  - Une robe pour Mrs. Harris (2022) : Pamela Penrose
  - Locked In (2023) : Lina

- 1983[n 1] : Monty Python : Le Sens de la vie : la fille du couple catholique
- 1993 : L'Incroyable Voyage : Jamie Seaver (Kevin Michalia)
- 1994 : Forrest Gump : Jenny enfant (Hanna R. Hall)
- 1994 : Les Chenapans : Mary Ann (Juliette Brewer)
- 1994 : Corrina, Corrina : Molly (Tina Majorino)
- 1994 : Soleil trompeur : Nadia (Nadejda Mikhalkova)
- 1995 : Midnight Man (en) : Molly Kang (Jamie Renée Smith)
- 1995 : Papa, j'ai une maman pour toi : Amanda Lemmon / Alyssa Callaway (Mary-Kate et Ashley Olsen)
- 1996 : Matilda : Lavende (Kiami Davael)
- 1997 : She's So Lovely : Jeannie (Kelsey Mulrooney)
- 1997 : Pour le pire et pour le meilleur : ? (?)
- 1998 : De grandes espérances : Estella à 10 ans (Raquel Beaudene)
- 1998 : Madeline : ? (?)[n 2]
- 1999 : Jakob le menteur : Lina (Hannah Taylor-Gordon)
- 1999 : Universal Soldier : Le Combat absolu : Hillary Deveraux (Karis Paige Bryant)
- 2000 : Les Aventures de Rocky et Bullwinkle : Sydney (Lily Nicksay (en))
- 2000 : Qui a tué Mona ? : Maria Lasala (Brittany Peterson)
- 2001 : La Gardienne des secrets : Isabelle (Caitlin EJ Meyer (en))
- 2002 : Méchant Menteur : Kaylee (Amanda Bynes)
- 2003 : Thirteen : Tracy Freeland (Evan Rachel Wood)
- 2003 : Treize à la douzaine : Sarah Baker (Alyson Stoner)
- 2003 : Spy Kids 3 : Mission 3D : Démétra (Courtney Jines)
- 2004 : Saved! : Mary (Jena Malone)
- 2004 : Les Vacances de la famille Johnson : Destiny Johnson (Gabby Soleil)
- 2005 : Baby-Sittor : LuLu Plummer (Morgan York)
- 2005 : Basket Academy : Annie (Amy Bruckner)
- 2006 : Destination finale 3 : Carrie Dreyer (Gina Holden)
- 2006 : Bubble : Rose (Misty Wilkins)
- 2007 : Le Secret de Terabithia : Carla (Isabelle Rose Kircher)
- 2008 : The Rocker : Violet (Samantha Weinstein)
- 2008 : Quatre filles et un jean 2 : Effie Kaligaris (Lucy Hale)
- 2009 : Les Intrus : Iris (Lex Burnham)
- 2010 : Twilight, chapitre III : Hésitation : Bree (Jodelle Ferland)
- 2010 : My Soul to Take : Fang (Emily Meade)
- 2010 : J'ai rencontré le Diable : ? (?)
- 2011 : Le Chaperon : Sally Bradstone (Ariel Winter)
- 2011 : The Ward : L'Hôpital de la terreur : Iris (Lyndsy Fonseca)
- 2011 : Le Dilemme : Cousine Betty (Grace Rex)
- 2011 : Escape : Lynne Petersen (Carly Chaikin)
- 2012 : The Secret : Jenny (Jodelle Ferland)
- 2012 : Joyful Noise : Olivia Hill (Keke Palmer)
- 2012 : American Pie 4 : Kara (Ali Cobrin)
- 2013 : Evil Dead : Mia (Jane Levy)
- 2013 : Les Miller, une famille en herbe : Melissa Fitzgerald (Molly Quinn)
- 2014 : The Calling (en) : Melanie Cartright (Katy Breier)
- 2014 : It Follows : Jay Height (Maika Monroe)
- 2014 : Aventure d'un soir : Megan (Analeigh Tipton)
- 2015 : Je t'aime à l'italienne : Taylor (Hannah Arterton)
- 2017 : Sandy Wexler : Lola (Sunny Sandler)
- 2017 : Mariés... mais pas trop (en) : Bonnie (Chauntae Pink)
- 2018 : Illang : The Wolf Brigade : Lee Yoon-hee (Han Hyo-joo)
- 2018 : Un raccourci dans le temps : Margaret « Meg » Murry (Storm Reid)
- 2018 : Crazy Rich Asians : Araminta Lee (Sonoya Mizuno)
- 2019 : Guns Akimbo : Nix (Samara Weaving)
- 2019 : DJ Cendrillon (pt) : Graziella (Letícia Pedro (pt))
- 2020 : Les Nouveaux Mutants : voix additionnelles[n 3]
- 2020 : Le Diable, tout le temps : Lenora (Eliza Scanlen)
- 2020 : Black Beauty : Jo Green (Mackenzie Foy)
- 2020 : Malasaña 32 : Amparo Olmedo Jiménez (Begoña Vargas)
- 2021 : Qui es-tu, Charlie Brown ? : Lucy van Pelt (Isabella Leo) (voix, film documentaire)
- 2021 : Impardonnable : Emily Malcolm (Emma Nelson)
- 2021 : Supercool (en) : Summer (Madison Davenport)
- 2022 : Fortress: Sniper's Eye (en) : Sasha (Natali Yura)
- 2022 : Un talent en or massif : Addy Cage (Lily Mo Sheen)
- 2022 : La Proie du diable : Ann enfant (Debora Zhecheva)
- 2022 : Darby and the Dead (en) : Piper (Nicole Maines)
- 2024 : À contre-sens 2 : Béa/Briar (Álex Béjar)

#### Films d'animation
- 1942[n 4] : Bambi : une petite sœur de Panpan[1],[3]
- 1965 : Joyeux Noël, Charlie Brown ! : Sally Brown (doublage DVD) / Lucy van Pelt (doublage Apple TV+)
- 1984[n 1] : Nausicäa de la vallée du vent : Nausicäa
- 1989[7] : Kiki la petite sorcière : Kiki[4]
- 1993[8] : Je peux entendre l'océan : Rikako Muto
- 1995 : Balto : Rosy jeune
- 1995 : Le Petit Dinosaure : La Source miraculeuse : Becky
- 1996 : Le Petit Dinosaure : Voyage au pays des brumes : Ali
- 2001 : Princess Arete (en) : la princesse Arete
- 2004 : Steamboy : Emma
- 2004 : Le Fil de la vie : la princesse Jinnah
- 2010 : Arrietty, le petit monde des chapardeurs : Arrietty[5]
- 2011 : Tom et Jerry et le Magicien d'Oz : Dorothy
- 2011 : Le Chat potté : Dulcinée
- 2012 : Les Mondes de Ralph : Taffyta Crème-Brûlée
- 2012 : Les Enfants loups, Ame et Yuki : Ame jeune et la mère de Sōhei
- 2012 : La Colline aux coquelicots : No
- 2012 : One Piece : Z : Petite-fille de Mobston
- 2013 : Le vent se lève : Kayo Horikoshi
- 2013 : Le Conte de la princesse Kaguya : Dame grenouille
- 2014 : L'Île de Giovanni : ?
- 2015 : Souvenirs de Marnie : Anna
- 2016 : Robinson Crusoé : Epi
- 2017 : Sahara : Emily la scorpion
- 2018 : Ralph 2.0 : Taffyta Crème-Brûlée
- 2018 : Maquia : Maquia
- 2018 : Mon ninja et moi : Jessica
- 2018 : My Hero Academia: Two Heroes (en) : Mélissa
- 2019 : Seven Deadly Sins, le film : Prisoners of the Sky : Elizabeth Liones
- 2019 : Lupin III: The First : Laetitia
- 2020 : Phinéas et Ferb, le film : Candice face à l'univers : Vanessa (voix parlée uniquement)
- 2020 : Voyage vers la Lune : voix additionnelles
- 2021 : Raya et le Dernier Dragon : Bébé Noi
- 2021 : Monster Hunter: Legends of the Guild (en) : Mae
- 2021 : Seven Deadly Sins, le film : Cursed by Light : Elizabeth Liones
- 2021 : Ron débloque : voix additionnelles
- 2022 : Entergalactic : Karina[9]
- 2022 : Seven Deadly Sins, le film : Grudge of Edinburgh - Partie 1 (en) : Elizabeth Liones
- 2023 : Détective Conan : Le Sous-marin noir : Naomi Argento
- 2023 : Seven Deadly Sins, le film : Grudge of Edinburgh - Partie 2 (en) : Elizabeth Liones
- 2023 : La seule et unique Marcie : Lucy (court-métrage)
- 2023 : Maboroshi : Mutsumi Sagami
- 2023 : Spy × Family Code: White : la princesse Ibara / Yor Forger
- 2025 : Mononoke, le film : Chapitre II - Les Cendres de la rage (en) : Tome

### Télévision

#### Téléfilms
- Vanessa Hudgens dans :
  - High School Musical (2006) : Gabriella Montez
  - High School Musical 2 (2007) : Gabriella Montez
  - Grease: Live! (2016) : Betty Rizzo

- Ane Viola Semb dans :
  - Le Royaume de glace : Le Secret de la montagne bleue (2009) : Bleuette
  - Le Royaume de glace : À la recherche de la corne enchantée (2011) : Bleuette

- Taylor Blackwell dans :
  - Ado, riche et enceinte (2020) : Audrey Collier
  - La Vérité sur la reine du lycée (2020) : Sierra
- 2000 : Les Filles de l'océan : Sydney Miller (Camilla Belle)
- 2002 : Cadence : Alyssa Cortez (Jhoanna Flores)
- 2004 : Star idéale : Loretta Modern (Spencer Redford (en))
- 2005 : Une vie à l'épreuve : Lauren « Lulu » Dawn Townsend (Quinn Singer)
- 2005 : Figure libre : Amy « Hollywood » Henderson (Whitney Sloan (en))
- 2009 : Spectacular! : Courtney (Tammin Sursok)
- 2010 : Le Mur de l'humiliation : Taylor Hillridge (Emily Osment)
- 2010 : Le Garçon qui criait au loup : Tiffany (Christie Laing)
- 2011 : Le Combat de ma fille : Haley (Jodelle Ferland)
- 2013 : Une mère indigne : Hillary (Samantha Bailey)
- 2013 : Un millier de flocons : Angeline Bennett (Alison Thornton)
- 2014 : L'Écho du mensonge : Traci Scott (Erin Sanders)
- 2014 : Je t'aime à l'italienne : Taylor (Hannah Arterton)
- 2014 : Les Enfants du péché : Nouveau Départ : Carrie Sheffield (Bailey Buntain)
- 2014 : La Vie secrète d'une mère célibataire : Amanda (Sonia Maria Chirila)
- 2014 : Le Tueur en sommeil : Zarina Jepperson (Pendo Muema)
- 2014 : Noël au soleil : Zoey Brady (Kirstin Dorn)
- 2016 : Douce Audrina : l'enfant sans passé : Vera, à 15 ans (Kacey Rohl)
- 2017 : Une belle-mère qui me veut du mal : Harper (Brooke Fontana)
- 2020 : Trop jeune pour l'épouser : Sonya (Ana Golja (en))
- 2021 : Je n'ai pas tué ma meilleure amie ! : Elaina (Sahara Ale)
- 2021 : Le Mari de ma boss : Madison (Alex Hook)
- 2021 : Faux profil, vraie tueuse : Heather / Jenny (Kendall Cato)
- 2022 : Vidéos truquées, ado en danger : Liv (Alexa Sutherland)
- 2023 : Le Mystère des fils d'Orion : Sarah (Azizi Donnelly)

#### Séries télévisées
- Sarah Ramos dans (9 séries) :
  - Mes plus belles années (2002-2005) : Patricia « Patty » Pryor (61 épisodes)
  - Runaway (2006) : Hannah Rader (9 épisodes)
  - New York, police judiciaire (2007) : Mary Reese (saison 17, épisode 17)
  - Lie to Me (2009) : Riley Berenson (saison 1, épisode 3)
  - Ghost Whisperer (2009) : Courtney Harris (saison 4, épisode 15) 
  - Parenthood (2010-2015) : Haddie Braverman (60 épisodes)
  - Private Practice (2013) : Holly (saison 6, épisode 13)
  - The Affair (2016-2019) : Audrey (3 épisodes)
  - Midnight, Texas (2017-2018) : Creek Lovell (12 épisodes)

- Lyndsy Fonseca dans (4 séries) :
  - Les Feux de l'amour (2001-2005) : Colleen Carlton #1 (111 épisodes)
  - Les Experts (2007) : Megan Cooper (saison 7, épisode 17)
  - Dr House (2007) : Addie (saison 3, épisode 22)
  - Desperate Housewives (2007-2009) : Dylan Mayfair (18 épisodes)

- Nicole Maines dans (4 Séries) :
  - Supergirl (2018-2021) : Nia Nal / Dreamer (en) (49 épisodes)
  - Legends of Tomorrow (2020) : Nia Nal / Dreamer (saison 5, épisode 1)
  - Flash (2023) : Nia Nal / Dreamer (saison 9, épisode 7)
  - Yellowjackets (depuis 2023) : Lisa

- Tammin Sursok dans :
  - Les Feux de l'amour (1999-2009) : Colleen Carlton #3 (166 épisodes)
  - Hannah Montana (2010-2011) : Siena (saison 4)
  - Pretty Little Liars (2010-2017) : Jenna Marshall (50 épisodes)

- Tamzin Merchant dans :
  - Les Tudors (2009-2010) : Catherine Howard (10 épisodes)
  - Salem (2014-2017) : Anne Hale (36 épisodes)
  - Carnival Row (2019-2023) : Imogen Spurnrose (18 épisodes)

- Li Jun Li dans :
  - Damages (2011-2012) : Maggie Huang (12 épisodes)
  - Quantico (2016-2017) : Iris Chang (12 épisodes)
  - L'Exorciste (2017) : Rose Cooper (saison 2)

- Jodie Comer dans :
  - Journal d'une ado hors norme (2013-2016) : Chloe Gemmell (16 épisodes)
  - Thirteen (2016) : Ivy Moxam (mini-série)
  - Killing Eve (2018-2022) : Villanelle / Oksana Astankova (32 épisodes)

- Maia Mitchell dans :
  - The Fosters (2013-2018[10]) : Callie Adams Foster (104 épisodes)
  - Good Trouble (depuis 2019[10]) : Callie Adams Foster
  - Le Renard : Prince des voleurs (depuis 2023) : Lady Belle Fox

- Rose Williams dans :
  - Reign : Le Destin d'une reine (2014-2017) : la princesse Claude de Valois (50 épisodes)
  - Curfew (en) (2019) : Faith Palladino (7 épisodes)
  - Les Médicis : Maîtres de Florence (2019) : Catherine Sforza (4 épisodes)

- Callie Hernandez dans :
  - Graves (2016-2017) : Samantha (20 épisodes)
  - Too Old to Die Young (2019) : Amanda (mini-série)
  - Soundtrack (2019) : Nellie O'Brien (10 épisodes)

- Christian Serratos dans :
  - Ned ou Comment survivre aux études (2004-2007) : Suzie Crabgrass (44 épisodes)
  - The Walking Dead (2014-2022) : Rosita Espinosa (129 épisodes)

- Allie Grant dans :
  - Weeds (2005-2009) : Isabelle Hodes (57 épisodes)
  - Private Practice (2010) : Julie (saison 4, épisode 9)

- Nicole Anderson dans :
  - Ringer (2011) : Monica Reynolds (épisode 7)
  - Beauty and the Beast (2012-2016) : Heather Chandler (36 épisodes)

- Skyler Day (en) dans :
  - American Wives (2012) : Sophie Clarke (saison 6)
  - Code Black (2015) : Veronica Franco (saison 1, épisode 7)

- Hannah Hodson dans :
  - Hawthorne : Infirmière en chef (2009-2011) : Camille Hawthorne (30 épisodes)
  - Happyish (2015) : Lorna (7 épisodes)

- Jeanine Mason dans :
  - Bunheads (2013) : Cozette (7 épisodes)
  - NCIS : Los Angeles (2014) : Bonnie Flores (saison 6, épisode 8)

- Tina Majorino dans :
  - Legends (2014) : Maggie Harris (saison 1)
  - Scorpion (2017-2018) : Florence « Flo » Tipton (12 épisodes)

- Christine Ko (en) dans :
  - Man vs Geek (2016-2017) : Emma Cho (22 épisodes)
  - Dave (2020-2023) : Emma (26 épisodes)

- Jenessa Grant dans :
  - The Handmaid's Tale : La Servante écarlate (2017-2019) : Dolores (11 épisodes)
  - Tin Star (en) (2019) : Rosa Nickel (saison 2)

- Molly Ephraim dans :
  - Casual (2018) : Jess (saison 4)
  - Perry Mason (2020-2023) : Hazel Prystock (9 épisodes)

- Fivel Stewart dans :
  - Atypical (2018-2021) : Izzie (27 épisodes)
  - Roar (2022) : Jane (épisode 8)

- Claudia Jessie dans :
  - La Chronique des Bridgerton (depuis 2020) : Eloïse Bridgerton
  - Toxic Town (2025) : Maggie Mahon (mini-série)

- Lana Condor dans :
  - Boo, Bitch (2022) : Erika Vu
  - Abbott Elementary (2024) : Olivia

- 1998-1999 : Legacy : Lexy Logan (Sarah Freeman) (18 épisodes)
- 1998-2002 : Darryl (en)[11] : Sydney Hughley (Ashley Monique Clark) (89 épisodes)
- 2000 : Malcolm : Jessica, la fille canadienne (Hallee Hirsh) (saison 2, épisode 1)
- 2000 : Papa s'en mêle : Shannon Woods (Cristina Kernan) (15 épisodes)
- 2000-2004 : Muchas Garcias (en) : Lorena Garcia (Vaneza Pitynski (en)) (45 épisodes)
- 2000-2005 : Ma famille d'abord : Claire Kyle (Jazz Raycole puis Jennifer Nicole Freeman) (121 épisodes)
- 2001 : Anne Frank : Anne Frank (Hannah Taylor-Gordon) (mini-série)
- 2002 : Disparition : Alison « Allie » Keys (Dakota Fanning) (mini-série)
- 2002-2005 : La Vie avant tout : Jesse Campbell (Michelle Horn) (23 épisodes)
- 2002-2008 : The Shield : Cassidy Mackey (Autumn Chiklis (en)) (35 épisodes)
- 2003 : Boston Public : Riley Ellis (Andrea Bowen) (saison 3)
- 2003-2004 : Gilmore Girls : Tana Schrick (Olivia Hack (en)) (saison 4)
- 2004-2005 : Les Sauvages : Angela (Autumn Reeser) (12 épisodes)
- 2005 : New York, police judiciaire : Marisol (Nicole Callender) (saison 15, épisode 17)
- 2005-2006 : Zoé : Lola Martinez (Victoria Justice) (1re voix, saisons 1 et 2)
- 2006-2007 : Les Feux de l'amour : Colleen Carlton #2 (Adrianne León (en)) (194 épisodes)
- 2006-2008 : Ghost Whisperer : Kristen Filbert (Kyle Chavarria) (saison 1, épisode 22 et saison 2, épisode 22), Allison (Courtnee Draper)  (saison 3, épisode 2)  et Lisa Benzing (Carly Schroeder)  (saison 3, épisode 13)
- 2007 : Lockie Leonard : Dot (Tiarna Clarke) (10 épisodes)
- 2007-2008 : Moi et mon public (en) : Gracie Carr (Laura Marano puis Lily Jackson) (9 épisodes)
- 2008 : Dr House : Natalie (B. K. Cannon (en)) (saison 5, épisode 11)
- 2008-2009 : The Cleaner : Lula Banks (Liliana Mumy) (20 épisodes)
- 2008-2010 : Skins : Pandora Moon (Lisa Backwell) (17 épisodes)
- 2009 : Scrubs : Sonja « Sunny » Day (Sonal Shah (en)) (8 épisodes)
- 2009 : Mental : Leeza Wilson (Holliston Coleman) (épisode 9)
- 2009-2010 : Lie to Me : Macey Hartman (Jessia Mckee) (saison 2, épisode 9) et Molly Hawkins (Natalie Dreyfuss) (saison 2, épisode 21)
- 2009-2016 : Castle : Alexis « Castle » Rogers (Molly Quinn) (173 épisodes)
- 2010 : Any Human Heart (en) : Gail (Skye Bennett) (mini-série)
- 2010 : Private Practice : Maggie Roberts (Madeline Carroll) (saison 3, épisode 17)
- 2010-2014 : The Good Wife : Nisa Dalmar (Rachel Hilson) (7 épisodes)
- 2010-2024 : Blue Bloods : Nicole « Nicky » Reagan-Boyle (Sami Gayle) (215 épisodes)
- 2011 : Drop Dead Diva : Ann Logan (Katherine McNamara) (saison 3, épisode 11)
- 2011 : Ange ou Démon : Duna (Carmen Sánchez Lozano (es)) (22 épisodes)
- 2011 : Lights Out (en) : Daniella Leary (Ryann Shane) (12 épisodes)
- 2011 : Raising Hope : Delilah adolescente (Laura Avey) (saison 1, épisode 14 et saison 2, épisode 4)
- 2011 : New York, unité spéciale : Ella Mendez (Piper Curda) (saison 13, épisode 3)
- 2011-2012 : Merlin : la princesse Mithian (Janet Montgomery) (saison 4, épisode 11 et saison 5, épisode 4)
- 2012 : Lightning Point : Amber Mitchell (Philippa Coulthard) (26 épisodes)
- 2012 : The Mindy Project : Sophia (Kara Crane) (saison 1, épisode 7)
- 2012-2014 : Glee : Marley Rose (Melissa Benoist) (42 épisodes)
- 2012-2014 : Anger Management : Sam Goodson (Daniela Bobadilla) (55 épisodes)
- 2012-2015 : Revenge : Victoria Harper (Grace Fulton) (4 épisodes)
- 2013 : Touch : Amelia Robbins (Saxon Sharbino) (13 épisodes)
- 2013 : Bones : Kat Martin (Lizze Broadway) (saison 8, épisode 16) et Stacy (Grace Bannon) (saison 9, épisode 8)
- 2013 : Body of Proof : Darby Stone (Hannah Leigh) (saison 3, épisode 10)[n 3]
- 2014 : The Tomorrow People : Charlotte Taylor (Madeleine Arthur) (4 épisodes)
- 2014 : Ascension : Nora Bryce (Jacqueline Byers) (mini-série)
- 2014 : Intelligence : Mackenzie Bradshaw (Abbie Cobb (en)) (épisode 5)
- 2014-2016 : First Murder : Louise Mulligan (Mimi Kirkland) (32 épisodes)
- 2015 : Poldark : Keren Smith (Sabrina Bartlett) (saison 1)
- 2015 : Scream : Nina Patterson (Bella Thorne) (saison 1)
- 2015 : Wet Hot American Summer: First Day of Camp : Amy (Hailey Sole) (mini-série)
- 2015 : Conscience Morale : Mariah Olson (Matreya Scarrwener) (10 épisodes)
- 2015 : Blacklist : Blair (Olivia Boreham-Wing) (saison 3, épisode 5)
- 2015-2016 : Heroes Reborn : Miko Otomo (Kiki Sukezane) (mini-série)
- 2015-2019 : Gotham : Selina « Cat » Kyle (Camren Bicondova) (2e voix, saisons 2 à 5)
- 2016 : Colony : Pia (Libe Barer (en)) (saison 1)
- 2016-2017 : Just Add Magic : Gina Silvers jeune (Harper Quaintance) (6 épisodes)
- 2016-2020 : La Fête à la maison : 20 Ans après : Ramona Gibbler (Soni Bringas (de)) (75 épisodes)
- 2017 : Les Chroniques de Shannara : Mareth Ravenlock-Elessedil (Malese Jow) (10 épisodes)
- 2017 : Hand of God : Denise Murphy (Ashlyn Pearce) (saison 2)
- 2017 : Six : Esther (Tyla Harris) (saison 1)
- 2017 : The White Princess : Cécile d'York (Suki Waterhouse) (mini-série)
- 2017-2018 : Once Upon a Time : Margot/Robin (Tiera Skovbye) (saison 7)
- 2017-2018 : Marlon : Marley Wayne (Notlim Taylor) (20 épisodes)
- 2017-2018 : Wisdom : Tous contre le crime : Prudence Shaw (Hannah Marks) (épisodes 5 et 8)
- 2017-2019 : NCIS : Los Angeles : Sydney Jones (Ashley Spillers (en)) (3 épisodes)
- 2017-2020 : Au fil des jours : Elena Alvarez (Isabella Gomez) (46 épisodes)
- 2018 : All About the Washingtons (en) : Veronica Washington (Kiana Ledé) (10 épisodes)
- 2018 : DC Titans : Nuclear Sis (Jeni Ross) (saison 1)
- 2018 : Sharp Objects : Amma Crellin (Eliza Scanlen) (mini-série)
- 2018 : iZombie : Isobel Bloom (Izabela Vidovic (en)) (saison 4)
- 2018 : Le Renard : Valerie Spechter (Ruby O. Fee) (saison 42, épisode 5)
- 2018-2021 : The Outpost : Lady Gwynn Calkussar (Imogen Waterhouse) (36 épisodes)
- 2019 : Brooklyn Nine-Nine : Heather Monitz-Glausch (Shanna Strong) (saison 6, épisode 14)
- 2019 : Jinn : Vera (Aysha Shahaltough) (5 épisodes)
- 2019 : Killjoys : la Maîtresse (Alanna Bale) (saison 5)
- 2019 : The Village (en) : Sofia Lopez (Aimee Carrero) (5 épisodes)
- 2019 : Poursuis tes rêves : Mia Cáceres (Pilar Pascual) (30 épisodes)
- 2019 : Black Mirror : Jack (Madison Davenport) (saison 5, épisode 3)
- 2019 : Looking for Alaska : Lara Buterskaya (Sofia Vassilieva) (mini-série)
- 2019-2020 : Los Angeles : Bad Girls : Letti Ramirez (Ciara Riley Wilson (de)) (8 épisodes)
- 2019-2020 : Suburra, la série : Nadia Gravoni (Federica Sabatini (it)) (14 épisodes)
- 2019-2020 : Crash Landing on You : Seo Dan (Seo Ji-hye) (17 épisodes)
- 2020 : Warrior Nun : la peintre de rue (Jessica Seciliano) (saison 1, épisode 6) et la sœur Crimson (Sinead MacInnes) (saison 1)
- 2020 : Tiny Pretty Things (en) : Bette Whitlaw (Casimere Jollette)
- 2020 : #BlackAF (en) : Drea Barris (Iman Benson (en)) (8 épisodes)
- 2020 : Sex Education : Florence (Mirren Mack (en)) (saison 2)
- 2020 : Little Fires Everywhere : Alexandra « Lexie » Richardson (Jade Pettyjohn) (mini-série)
- 2020 : Just Add Magic : Mystery City : Ish (Jenna Qureshi) (10 épisodes)
- 2020-2022 : The Wilds : Fatin Jadmani (Sophia Ali) (18 épisodes)
- 2021 : Shadow and Bone : La saga Grisha : Marie (Jasmine Blackborow (en)) (saison 1)
- 2021 : Launchpad (en) : Val Garcia (Keyla Monterroso Mejia (en)) (série de courts métrages)
- 2021 : AlRawabi School for Girls : Noaf (Rakeen Saad (en)) (saison 1)
- 2021 : Clickbait : Alison (Jillian Nguyen (en)) (mini-série)
- 2021 : De l'autre côté : Luna (Jy Prishkulnik)
- 2021 : Y, le dernier homme : Dr Allison Mann (Diana Bang (en)) (6 épisodes)
- 2021 : The Witcher : Violet (Carmel Laniado) (saison 2, épisode 2)
- 2021 : Panic : Natalie Williams (Jessica Sula) (10 épisodes)
- 2021 : Invasion : Fara Aminah (Aiyana Goodfellow) (saison 1)
- 2021-2022 : Destin : La Saga Winx : Aisha (Precious Mustapha) (13 épisodes)
- 2021-2023 : Docteure Doogie (en) : Steph Denisco (Emma Meisel)
- 2022 : Dollface : Ruby (Corinne Foxx) (saison 2)
- 2022 : Stranger Things : Eden (Audrey Holcomb) (saison 4)
- 2022 : Paper Girls : Mackenzie « Mac » Coyle (Sofia Rosinsky)
- 2022 : The Sound of Magic : Ha-na Baek (Ji Hye-won (en))
- 2022 : The Afterparty : Jennifer #1 (Tiya Sircar) (saison 1)
- 2023 : The Last of Us : Anna Williams (Ashley Johnson) (saison 1, épisode 9)
- 2023 : Bodies : Iris Maplewood (Shira Haas) (mini-série)
- 2023 : Lawmen : L'Histoire de Bass Reeves : Calista (Blu Hunt) (mini-série)
- 2023 : Black Cake (en) : Eleanor « Elly » Douglas (Karise Yansen) (mini-série)
- 2024 : House of Ninjas (en) : Nagi Tawara (Aju Makita)
- 2024 : Maxton Hall : Le monde qui nous sépare : Lin Wang (Andrea Guo (de))
- 2024 : Tracker : Emmaline Trace (Alison Thornton) (saison 2, épisode 5)
- 2025 : Comme un film (en) : Son Joo-ah (Jeon So-nee (en))
- 2025 : Mercredi : Agnes DeMille (Evie Templeton (en)) (saison 2)

#### Séries d'animation
- 1999 : Famille Pirate : Marie-Rose et Rose-Marie (1re voix, création de voix)
- 2000 : NieA 7 : Mayuko
- 2001 : Drôles de petites bêtes : Camille la chenille et Belle la coccinelle (création de voix)
- 2002 : Abenobashi Magical Shopping Street : Arumi
- 2003-2006 : Boo! : une des enfants
- 2006 : Last Exile : Lavie
- 2006-2009 : Les Remplaçants : Tasumi
- 2007 : Pop Secret : Kali
- 2008-2009 : Transformers: Animated : Sari et Red Alert
- 2008-2010 : MÄR : Loco et Ghid
- 2008-2015 / 2025 : Phinéas et Ferb : Vanessa
- 2008-2024 : Wakfu : Amalia Sheran Sharm (création de voix)[5]
- 2009 : Gundam 00 : Louise
- 2009 : Les Chumballs : Solana (création de voix)
- 2010 : Gurren Lagann : Nia
- 2010 : Rémi le Marlou : Julia (création de voix)
- 2011-2015 : Robocar Poli : Ambre
- 2011 : Le Petit Prince :  Rosetta (création de voix)
- 2012 : Nos voisins les Marsupilamis : Sarah (création de voix)
- 2012-2017 : Yakari : Arc-en-Ciel (2e voix, création de voix)
- 2012-2021 : Les Mystérieuses Cités d'or : Zia (création de voix)
- depuis 2013 : PAW Patrol : La Pat' Patrouille : Everest, Katie et Astrid
- 2014 : Sabrina, l'apprentie sorcière : Amy
- 2014-2021 : Seven Deadly Sins : Elizabeth Liones, Liz (Elizabeth)
- depuis 2014 : Jamie a des tentacules ! : Jenny Blarb (Jamie en fille) (création de voix)
- 2015 : Miraculous, les aventures de Ladybug et Chat Noir : Alix/Chronogirl (création de voix - 1re voix, saison 1)
- 2015-2022 : Overlord : Aura Bella Fiora
- 2015-2022 : Robin des Bois: Malice à Sherwood : Marianne (création de voix)
- 2016 : Pokémon Générations : Millie et la fillette
- 2016[n 5] : Konosuba : Sois béni monde merveilleux ! : Ange
- 2017[n 6] : Classroom of the Elite : Suzune Horikita
- 2017-2018 : Les Légendaires : Jadina (création de voix)[5]
- depuis 2017[n 7] : Masamune-kun's Revenge : Aki Adagaki
- 2018 : Le Monde selon Kev : Camille (création de voix)
- 2018 : Back Street Girls : Chika
- 2018-2020 : Les Enfants de Harvey Street : Froufrou, Penny et Irona
- depuis 2019 : Boy, Girl, etc. : Girl
- 2019 : Ernest et Rebecca : Coralie et Marie-Agnès
- 2019-2020 : Barbapapa en famille : Barbabelle (création de voix)
- 2019-2021 : Snoopy dans l'espace : Lucy van Pelt
- 2019 : Les Œufs Verts au Jambon : E.B
- 2020 : Kid Lucky : voix additionnelles
- 2020-2021 : Ollie et le Monstrosac : Ivy
- 2020-2022 : Duncanville : Jing Harris
- 2021 : La Bande à Picsou : Lulu
- 2021 : Sky High Survival : Kuon Shinzaki
- 2021-2024 : Arcane : Jinx[5]
- depuis 2021 : Invincible : Dupli-Kate[n 8]
- depuis 2021 : Le Snoopy Show : Lucy van Pelt
- 2022 : Tekken: Bloodline (en) : Ling Xiaoyu
- 2022 : A Couple of Cuckoos : Erika Amano
- 2022 : Les As de la jungle : Emma et Blake (création de voix - saison 3, épisode 41)
- depuis 2022 : Spy × Family : Princesse Ibara / Yor Forger
- depuis 2022 : Batwheels : Selina Kyle / Catwoman
- 2023 : Star Wars: Visions : Hétis (saison 2, épisode 6)
- 2024 : Good Times (en) : voix additionnelles
- 2024 : Bocchi the Rock! : Kikuri Hiroi
- 2024 : Four Knights of the Apocalypse : Elizabeth Liones (saison 2)
- 2024 : Le Camp de vacances de Snoopy : Lucy van Pelt
- 2025 : Moonrise (en) : Rhys Rochelle

### Jeux vidéo
- 2010 : Final Fantasy XIV : Nanamo Ul Namo[n 3]
- 2011 : The Elder Scrolls V: Skyrim : les petites filles[n 3]
- 2012 : Kinectimals : Joue avec des Ours ! : Lina
- 2012 : Little Big Planet : Marianne Noisette
- 2012 : Dance Central 3 : Lil'T
- 2012 : PlayStation All-Stars Battle Royale : Katy Kat
- 2012 : Call of Duty: Black Ops II : Misty
- 2013 : The Last of Us  : Ellie
- 2013 : Disney Infinity : Anna
- 2014 : Professeur Layton vs. Phoenix Wright: Ace Attorney : Rose Morthem
- 2014 : Far Cry 4 : Bhadra
- 2015 : Resident Evil: Revelations 2 : Moira Burton
- 2015 : Bloodborne : voix additionnelles[n 3]
- 2015 : Fallout 4 : Kasumi Nakano (DLC Far Harbor)
- 2015 : Need For Speed : Amy[n 3]
- 2015 : Assassin's Creed Syndicate : Clara O'Dea[n 3]
- 2015 : Lego Dimensions : Princesse Chewing-Gum
- 2016 : Watch Dogs 2 : voix additionnelles[n 3]
- 2016 : XCOM 2 : Docteur Lily Shen
- 2016 : Overwatch : Mei[n 3]
- 2016 : Seasons After Fall : Graine
- 2016 : The Witcher 3 : Matilda de Vermentino (DLC Blood & Wine)
- 2016 : Final Fantasy XV : Iris Amicitia[n 3]
- 2017 : The Legend of Zelda: Breath of the Wild : Zelda[n 3]
- 2017 : Horizon Zero Dawn : Arana
- 2017 : Minecraft: Story Mode - Saison 2 : Petra
- 2017 : Assassin's Creed Origins : voix additionnelles[n 3]
- 2017 : Destiny 2 : Anastasia Bray
- 2017 : Star Wars Battlefront II : voix additionnelles[n 3]
- 2018 : Detroit: Become Human : voix additionelles (chapitre : Capitol Park)
- 2018 : Call of Duty: Black Ops IIII : Misty
- 2018 : Spyro Reignited Trilogy : Bianca, Shorty et voix additionnelles
- 2019 : League of Legends : Qiyana
- 2019 : Sekiro: Shadows Die Twice : l'enfant Divin de la Jouvence
- 2019 : Ring Fit Adventure : Ring
- 2019 : Rage 2 : voix additionnelles
- 2020 : Final Fantasy VII Remake : Marlène Wallace
- 2020 : The Last of Us Part II : Ellie
- 2020 : Legends of Runeterra : Cithria / Écuyère du Détachement
- 2020 : Hyrule Warriors : L'Ère du Fléau : Zelda
- 2020 : Heroes of the Storm : Mei
- 2021 : Life Is Strange: True Colors : Steph Gingrich
- 2021 : Fuga: Melodies of Steel : la narratrice
- 2021 : The Dark Pictures Anthology: House of Ashes : Dr Clarice Stokes
- 2021 : Final Fantasy XIV: Endwalker : Nanamo
- 2022 : Cookie Run: Kingdom : Cookie Fraise
- 2022 : Overwatch 2 : Mei[n 3]
- 2023 : Hogwarts Legacy : L'Héritage de Poudlard : Personnage 2[12]
- 2023 : The Legend of Zelda: Tears of the Kingdom : Zelda
- 2023 : PAW Patrol World - La Pat' Patrouille : Everest
- 2024 : Final Fantasy VII Rebirth : Marlène Wallace
- 2024 : The Casting of Frank Stone : Madison « Madi » Rivera Platt
- 2024 : Alone in the Dark : Emily Hartwood[n 3]
- 2025 : Clair Obscur: Expedition 33 : Maëlle[13]

### Internet

#### Web-séries
- 2010-2017 : Out with Dad[14] : Vanessa LeMay (Lindsey Middleton)
- 2019 : Re: Take - Akame ga Kill! en 13 minutes : Seryu[15]
- 2020 : Joueur du Grenier - 11 ans de JDG : Maman Frangipanus / Gemme Jaune / voix de la pub Carapace
- 2021 : Vidéo d'anniversaire de LittleBigWhale : Ellie (The Last of Us)
- 2023 : Re: Take - Oshi no ko en 18 minutes : Infirmière / Poivron 2[16]

#### Chansons
- 2017 : Extreme Pixel Battle - Zelda VS Leïa : Zelda

## Discographie
- 2003 : En Voiture avec le roi des papas (Vincent Malone) : La Petite Fille
- 2004 : Le Petit Chaperon de ta Couleur (Vincent Malone) : Le Petit Chaperon
- 2007 : Les Contes mélangés - Boucle ne veut pas dormir (Vincent Malone) : Boucle
- 2007 : Les Contes mélangés - La petite sirène des pompiers (Vincent Malone) : La Petite Sirène

## Voix off

### Publicités
- Orange
- Animanimo
- Hasbro Furreal
- Neutrogena
- Ford
- Nintendo DSi

### Livres audio
- 2022 La Passeuse de Mots 1 : A&J Twice
- La Passeuse de Mots 2 : L'Oeil de vérité : A&J Twice
- La Passeuse de Mots 3 : La Mémoire de la lune : A&J Twice
- La Passeuse de Mots 4 : Les Larmes du Saule : A&J Twice
- Lune Ardente 1 : Crépuscule : Morgane Rugraff
- Lune Ardente 2 : Eclipse : Morgane Rugraff
- 2021 Styx Riders tome 2 : La violence d'Aphrodite : Cassie
- 2024 Prime Time : Maxime Chattam

#### Bandes dessinées
- 2019 : Witch Memory 1 - La mémoire fantôme : Callistra Tailling
- 2021 : Witch Memory 2 - L'attaque du Super Saillant : Callistra Tailling, Ydriss Tailling
- 2021 : Witch Memory 3 - La forteresse des ombres : Callistra Tailling, Ydriss Tailling